# オナガクロムクドリモドキ
オナガクロムクドリモドキ（学名Quiscalus mexicanus）とは、スズメ目ムクドリモドキ科に分類される鳥。

## 生息地
アメリカ大陸